# Стадион Шубићевац
Шубићевац је вишенаменски стадион у Шибенику, Хрватска.
Своје утакмице као домаћин на њему игра хрватски прволигаш ХНК Шибеник. Капацитет стадиона је 12.000 места.
Стадион се градио од 1946. до 1948. године као Стадион Раде Кончара у делу Шибеника који се зове Шубићевац.

## Занимљивости
- У почетку сезоне 2008./09. стадион је користио и НК Задар због недобијања лиценце за своје Станове.[1]